# Olympische Sommerspiele 1972/Fechten
Bei den XX. Olympischen Sommerspielen 1972 in München fanden acht Wettbewerbe im Fechten statt. Austragungsorte waren die Fechthallen I und II auf dem Messegelände Theresienhöhe.

## Bilanz

### Medaillenspiegel
| Platz  | Land        | Gold | Silber | Bronze | Gesamt |
| ------ | ----------- | ---- | ------ | ------ | ------ |
| 1      | Ungarn      | 2    | 4      | 2      | 8      |
| 2      | Sowjetunion | 2    | 2      | 3      | 7      |
| 3      | Italien     | 2    | –      | –      | 2      |
| 3      | Polen       | 2    | –      | –      | 2      |
| 4      | Frankreich  | –    | 1      | 2      | 3      |
| 5      | Schweiz     | –    | 1      | –      | 1      |
| 6      | Rumänien    | –    | –      | 1      | 1      |
| Gesamt | Gesamt      | 8    | 8      | 8      | 24     |

### Medaillengewinner
Männer
| Disziplin          | Gold                                                                                          | Silber                                                                                            | Bronze                                                                                     |
| ------------------ | --------------------------------------------------------------------------------------------- | ------------------------------------------------------------------------------------------------- | ------------------------------------------------------------------------------------------ |
| Degen              | Csaba Fenyvesi (HUN)                                                                          | Jacques Ladègaillerie (FRA)                                                                       | Győző Kulcsár (HUN)                                                                        |
| Florett            | Witold Woyda (POL)                                                                            | Jenő Kamuti (HUN)                                                                                 | Christian Noël (FRA)                                                                       |
| Säbel              | Wiktor Sidjak (URS)                                                                           | Péter Marót (HUN)                                                                                 | Wladimir Naslymow (URS)                                                                    |
| Degen Mannschaft   | UngarnCsaba Fenyvesi Győző Kulcsár Pál Schmitt Sándor Erdős István Osztrics                   | SchweizGuy Evéquoz Peter Lötscher Daniel Giger Christian Kauter François Suchanecki               | SowjetunionHryhorij Kriss Wiktor Modsolewski Georgi Zažitski Serhij Paramonow Igor Valetov |
| Florett Mannschaft | PolenWitold Woyda Lech Koziejowski Jerzy Kaczmarek Marek Dąbrowski Arkadiusz Godel            | SowjetunionWladimir Denissow Anatoli Koteschew Wiktor Putjatin Leonid Romanow Wassyl Stankowytsch | FrankreichJean-Claude Magnan Daniel Revenu Christian Noël Gilles Berolatti Bernard Talvard |
| Säbel Mannschaft   | ItalienMichele Maffei Rolando Rigoli Cesare Salvadori Mario Aldo Montano Mario Tullio Montano | SowjetunionMark Rakita Wiktor Sidjak Wladimir Naslymow Eduard Winokurow Wiktor Baschenow          | UngarnTibor Pézsa Péter Marót Péter Bakonyi Tamás Kovács Pál Gerevich                      |

Frauen
| Disziplin          | Gold                                                                                               | Silber                                                                                               | Bronze                                                     |
| ------------------ | -------------------------------------------------------------------------------------------------- | --- | ---------------------------------------------------------- |
| Florett            | Antonella Ragno-Lonzi (ITA)                                                                        | Ildikó Bóbis (HUN)                                                                                   | Galina Gorochowa (URS)                                     |
| Florett Mannschaft | SowjetunionGalina Gorochowa Jelena Belowa Tazzjana Samussenka Svetlana Tširkova Alexandra Sabelina | UngarnIldikó Ságiné Rejtő Ildikó Bóbis Ildikó Schwarczenberger Mária Szolnoki Ildikó Rónay-Matuscsák | RumänienEcaterina Stahl Ileana Gyulai Olga Szabó Ana Pascu |

## Zeitplan
| Wettbewerbe und Zeitplan | Wettbewerbe und Zeitplan | Wettbewerbe und Zeitplan | Wettbewerbe und Zeitplan | Wettbewerbe und Zeitplan | Wettbewerbe und Zeitplan | Wettbewerbe und Zeitplan | Wettbewerbe und Zeitplan | Wettbewerbe und Zeitplan | Wettbewerbe und Zeitplan | Wettbewerbe und Zeitplan | Wettbewerbe und Zeitplan | Wettbewerbe und Zeitplan |
| Wettbewerbe              | August / September       | August / September       | August / September       | August / September       | August / September       | August / September       | August / September       | August / September       | August / September       | August / September       | August / September       | August / September       |
| Männer                   | 29.                      | 30.                      | 31.                      | 01.                      | 02.                      | 03.                      | 04.                      | 05.                      | 06.                      | 07.                      | 08.                      | 09.                      |
| ------------------------ | ------------------------ | ------------------------ | ------------------------ | ------------------------ | ------------------------ | ------------------------ | ------------------------ | ------------------------ | ------------------------ | ------------------------ | ------------------------ | ------------------------ |
| Florett Einzel           |                          |                          |                          |                          |                          |                          |                          |                          |                          |                          |                          |                          |
| Florett Mannschaft       |                          |                          |                          |                          |                          |                          |                          |                          |                          |                          |                          |                          |
| Degen Einzel             |                          |                          |                          |                          |                          |                          |                          |                          |                          |                          |                          |                          |
| Degen Mannschaft         |                          |                          |                          |                          |                          |                          |                          |                          |                          |                          |                          |                          |
| Säbel Einzel             |                          |                          |                          |                          |                          |                          |                          |                          |                          |                          |                          |                          |
| Säbel Mannschaft         |                          |                          |                          |                          |                          |                          |                          |                          |                          |                          |                          |                          |
| Frauen                   | 29.                      | 30.                      | 31.                      | 01.                      | 02.                      | 03.                      | 04.                      | 05.                      | 06.                      | 07.                      | 08.                      | 09.                      |
| Florett Einzel           |                          |                          |                          |                          |                          |                          |                          |                          |                          |                          |                          |                          |
| Florett Mannschaft       |                          |                          |                          |                          |                          |                          |                          |                          |                          |                          |                          |                          |

| 000 | Ausscheidungsrunde, Achtel- und Viertelfinale |  | Halbfinale und Finale |

## Ergebnisse Männer

### Degen Einzel
| Platz | Land | Sportler              | Siege | Treffer |
| ----- | ---- | --------------------- | ----- | ------- |
| 1     | HUN  | Csaba Fenyvesi        | 4     | 25:10   |
| 2     | FRA  | Jacques Ladègaillerie | 3     | 23:19   |
| 3     | HUN  | Győző Kulcsár         | 3     | 20:19   |
| 4     | ROM  | Anton Pongratz        | 3     | 19:20   |
| 5     | SWE  | Rolf Edling           | 1     | 15:22   |
| 6     | FRA  | Jacques Brodin        | 0     | 13:25   |
| 7     | GDR  | Horst Melzig          |       |         |
| 7     | POL  | Jerzy Janikowski      |       |         |

Datum: 4. bis 6. September 1972

72 Teilnehmer aus 28 Ländern
In der Finalrunde fochten die sechs Finalisten nach dem Modus „Jeder gegen jeden“ auf fünf Treffer den Sieger aus. Das Duell zwischen Fenyvesi und Ladègaillerie endete 5:5 unentschieden.

### Degen Mannschaft
| Platz | Land | Sportler                                                                                      |
| ----- | ---- | --------------------------------------------------------------------------------------------- |
| 1     | HUN  | Sándor Erdős, Csaba Fenyvesi, Győző Kulcsár, István Osztrics, Pál Schmitt                     |
| 2     | SUI  | Guy Evéquoz, Daniel Giger, Christian Kauter, Peter Lötscher, François Suchanecki              |
| 3     | URS  | Hryhorij Kriss, Wiktor Modsolewski, Serhij Paramonow, Igor Valetov, Georgi Zažitski           |
| 4     | FRA  | Jean-Pierre Allemand, Jacques Brodin, François Jeanne, Jacques Ladègaillerie, Pierre Marchand |
| 5     | ROM  | Costică Bărăgan, Constantin Duțu, Nicolae Iorgu, Alexandru Istrate, Anton Pongratz            |
| 6     | POL  | Bohdan Andrzejewski, Kazimierz Barburski, Bohdan Gonsior, Jerzy Janikowski, Henryk Nielaba    |
| 7     | NOR  | Claus Mørch, Ole Mørch, Jeppe Normann, Jan von Koss                                           |
| 7     | SWE  | Rolf Edling, Orvar Jönsson, Per Sundberg, Carl von Essen, Hans Wieselgren                     |

Datum: 8. bis 9. September 1972

94 Teilnehmer aus 20 Ländern
|  | Viertelfinale | Viertelfinale |              |              | Halbfinale       | Halbfinale |  |  | Finale | Finale |
|  |               |               |              |              |                  |            |  |  |        |        |
|  | 9. September  |               |              |              |                  |            |  |  |        |        |
|  | Frankreich    | 8             |              |              |                  |            |  |  |        |        |
|  | Frankreich    | 8             | 9. September |              |                  |            |  |  |        |        |
|  | Norwegen      | 2             |              |              |                  |            |  |  |        |        |
|  | Norwegen      | 2             | Frankreich   | 5            |                  |            |  |  |        |        |
|  |               |               | Frankreich   | 5            |                  |            |  |  |        |        |
|  |               | Schweiz       | 8            |              |                  |            |  |  |        |        |
|  | Schweiz       | Schweiz       | 8            | 9            |                  |            |  |  |        |        |
|  | Schweiz       |               |              | 9            |                  |            |  |  |        |        |
|  | Rumänien      | 2             |              | 9. September | 9. September     |            |  |  |        |        |
|  |               |               | Schweiz      | 4            |                  |            |  |  |        |        |
|  |               |               |              | Ungarn       | 8                |            |  |  |        |        |
|  | Ungarn        | 9             |              |              |                  |            |  |  |        |        |
|  | Polen         | 1             |              |              |                  |            |  |  |        |        |
|  | Polen         | 1             | Ungarn       | 8            |                  |            |  |  |        |        |
|  |               |               | Ungarn       | 8            | Spiel um Platz 3 |            |  |  |        |        |
|  |               | Sowjetunion   | 5            |              |                  |            |  |  |        |        |
|  | Sowjetunion   | Sowjetunion   | 5            | 8            | Frankreich       | 4          |  |  |        |        |
|  | Sowjetunion   |               |              | 8            | Frankreich       | 4          |  |  |        |        |
|  | Schweden      | 7             |              | Sowjetunion  | 9                |            |  |  |        |        |
|  | Schweden      | 7             |              |              | 9                |            |  |  |        |        |
|  |               |               |              |              |                  |            |  |  |        |        |

### Florett Einzel
| Platz | Land | Sportler          | Siege | Treffer |
| ----- | ---- | ----------------- | ----- | ------- |
| 1     | POL  | Witold Woyda      | 5     | 25:07   |
| 2     | HUN  | Jenő Kamuti       | 4     | 23:19   |
| 3     | FRA  | Christian Noël    | 2     | 18:18   |
| 4     | ROM  | Mihai Țiu         | 2     | 17:20   |
| 5     | URS  | Wladimir Denissow | 2     | 17:21   |
| 6     | POL  | Marek Dąbrowski   | 0     | 10:25   |
| 7     | ITA  | Nicola Granieri   |       |         |
| 7     | FRG  | Friedrich Wessel  |       |         |

Datum: 29. bis 30. August 1972

58 Teilnehmer aus 26 Ländern
In der Finalrunde fochten die sechs Finalisten nach dem Modus „Jeder gegen jeden“ auf fünf Treffer den Sieger aus.

### Florett Mannschaft
| Platz | Land | Sportler                                                                                   |
| ----- | ---- | ------------------------------------------------------------------------------------------ |
| 1     | POL  | Marek Dąbrowski, Arkadiusz Godel, Jerzy Kaczmarek, Lech Koziejowski, Witold Woyda          |
| 2     | URS  | Wladimir Denissow, Anatoli Koteschew, Wiktor Putjatin, Leonid Romanow, Wassyl Stankowytsch |
| 3     | FRA  | Gilles Berolatti, Jean-Claude Magnan, Christian Noël, Daniel Revenu, Bernard Talvard       |
| 4     | HUN  | Csaba Fenyvesi, Jenő Kamuti, László Kamuti, István Marton, Sándor Szabó                    |
| 5     | FRG  | Harald Hein, Erk Sens-Gorius, Klaus Reichert, Dieter Wellmann, Friedrich Wessel            |
| 6     | JPN  | Masaya Fukuda, Shiro Maruyama, Hiroshi Nakajima, Ichiro Serizawa, Kiyoshi Uehara           |
| 7     | CUB  | Jorge Garbey, Jesús Gil, Evelio González, Eduardo Jhons, Enrique Salvat                    |
| 7     | ROM  | Iuliu Falb, Ștefan Haukler, Tănase Mureșanu, Aurel Ștefan, Mihai Țiu                       |

Datum: 1. bis 2. September 1972

63 Teilnehmer aus 13 Ländern
|  | Viertelfinale  | Viertelfinale |              |              | Halbfinale       | Halbfinale |  |  | Finale | Finale |
|  |                |               |              |              |                  |            |  |  |        |        |
|  | 1. September   |               |              |              |                  |            |  |  |        |        |
|  | Frankreich     | 9             |              |              |                  |            |  |  |        |        |
|  | Frankreich     | 9             | 2. September |              |                  |            |  |  |        |        |
|  | Rumänien       | 6             |              |              |                  |            |  |  |        |        |
|  | Rumänien       | 6             | Frankreich   | 6            |                  |            |  |  |        |        |
|  |                |               | Frankreich   | 6            |                  |            |  |  |        |        |
|  |                | Sowjetunion   | 9            |              |                  |            |  |  |        |        |
|  | Sowjetunion    | Sowjetunion   | 9            | 9            |                  |            |  |  |        |        |
|  | Sowjetunion    |               |              | 9            |                  |            |  |  |        |        |
|  | BR Deutschland | 6             |              | 2. September | 2. September     |            |  |  |        |        |
|  |                |               | Sowjetunion  | 5            |                  |            |  |  |        |        |
|  |                |               |              | Polen        | 9                |            |  |  |        |        |
|  | Polen          | 9             |              |              |                  |            |  |  |        |        |
|  | Japan          | 5             |              |              |                  |            |  |  |        |        |
|  | Japan          | 5             | Polen        | 8            |                  |            |  |  |        |        |
|  |                |               | Polen        | 8            | Spiel um Platz 3 |            |  |  |        |        |
|  |                | Ungarn        | 7            |              |                  |            |  |  |        |        |
|  | Ungarn         | Ungarn        | 7            | 9            | Frankreich       | 9          |  |  |        |        |
|  | Ungarn         |               |              | 9            | Frankreich       | 9          |  |  |        |        |
|  | Kuba           | 6             |              | Ungarn       | 7                |            |  |  |        |        |
|  | Kuba           | 6             |              |              | 7                |            |  |  |        |        |
|  |                |               |              |              |                  |            |  |  |        |        |

### Säbel Einzel
| Platz | Land | Sportler          | Siege | Treffer |
| ----- | ---- | ----------------- | ----- | ------- |
| 1     | URS  | Wiktor Sidjak     | 4     | 23:15   |
| 2     | HUN  | Péter Marót       | 3     | 21:20   |
| 3     | URS  | Wladimir Naslymow | 3     | 21:21   |
| 4     | ITA  | Michele Maffei    | 3     | 20:21   |
| 5     | FRA  | Régis Bonnissent  | 1     | 19:22   |
| 6     | HUN  | Tamás Kovács      | 1     | 17:22   |
| 7     | POL  | Jerzy Pawłowski   |       |         |
| 7     | USA  | Paul Apostol      |       |         |

Datum: 30. bis 31. August 1972

54 Teilnehmer aus 23 Ländern
In der Finalrunde fochten die sechs Finalisten nach dem Modus „Jeder gegen jeden“ auf fünf Treffer den Sieger aus.

### Säbel Mannschaft
| Platz | Land | Sportler                                                                                   |
| ----- | ---- | ------------------------------------------------------------------------------------------ |
| 1     | ITA  | Michele Maffei, Mario Aldo Montano, Mario Tullio Montano, Rolando Rigoli, Cesare Salvadori |
| 2     | URS  | Wiktor Baschenow, Wladimir Naslymow, Mark Rakita, Wiktor Sidjak, Eduard Winokurow          |
| 3     | HUN  | Péter Bakonyi, Pál Gerevich, Tamás Kovács, Péter Marót, Tibor Pézsa                        |
| 4     | ROM  | Iosif Budahazi, Gheorghe Culcea, Dan Irimiciuc, Constantin Nicolae, Octavian Vintilă       |
| 5     | POL  | Krzysztof Grzegorek, Zygmunt Kawecki, Janusz Majewski, Józef Nowara, Jerzy Pawłowski       |
| 6     | CUB  | Francisco de la Torre, Hilario Hipólito, Manuel Ortiz, Guzmán Salazar, Manuel Suárez       |
| 7     | FRA  | Philippe Bena, Régis Bonnissent, Bernard Dumont, Serge Panizza, Bernard Vallée             |
| 7     | FRG  | Walter Convents, Volker Duschner, Knut Höhne, Dieter Wellmann, Paul Wischeidt              |

Datum: 3. bis 4. September 1972

63 Teilnehmer aus 13 Ländern
|  | Viertelfinale  | Viertelfinale |              |              | Halbfinale       | Halbfinale |  |  | Finale | Finale |
|  |                |               |              |              |                  |            |  |  |        |        |
|  | 3. September   |               |              |              |                  |            |  |  |        |        |
|  | Ungarn         | 9             |              |              |                  |            |  |  |        |        |
|  | Ungarn         | 9             | 4. September |              |                  |            |  |  |        |        |
|  | Kuba           | 2             |              |              |                  |            |  |  |        |        |
|  | Kuba           | 2             | Ungarn       | 7            |                  |            |  |  |        |        |
|  |                |               | Ungarn       | 7            |                  |            |  |  |        |        |
|  |                | Sowjetunion   | 9            |              |                  |            |  |  |        |        |
|  | Sowjetunion    | Sowjetunion   | 9            | 9            |                  |            |  |  |        |        |
|  | Sowjetunion    |               |              | 9            |                  |            |  |  |        |        |
|  | BR Deutschland | 4             |              | 4. September | 4. September     |            |  |  |        |        |
|  |                |               | Sowjetunion  | 5            |                  |            |  |  |        |        |
|  |                |               |              | Italien      | 9                |            |  |  |        |        |
|  | Italien        | 9             |              |              |                  |            |  |  |        |        |
|  | Polen          | 2             |              |              |                  |            |  |  |        |        |
|  | Polen          | 2             | Italien      | 9            |                  |            |  |  |        |        |
|  |                |               | Italien      | 9            | Spiel um Platz 3 |            |  |  |        |        |
|  |                | Rumänien      | 7            |              |                  |            |  |  |        |        |
|  | Rumänien       | Rumänien      | 7            | 9            | Ungarn           | 8          |  |  |        |        |
|  | Rumänien       |               |              | 9            | Ungarn           | 8          |  |  |        |        |
|  | Frankreich     | 6             |              | Rumänien     | 7                |            |  |  |        |        |
|  | Frankreich     | 6             |              |              | 7                |            |  |  |        |        |
|  |                |               |              |              |                  |            |  |  |        |        |

## Ergebnisse Frauen

### Florett Einzel
| Platz | Land | Sportlerin             | Siege | Treffer |
| ----- | ---- | ---------------------- | ----- | ------- |
| 1     | ITA  | Antonella Ragno-Lonzi  | 4     | 19:13   |
| 2     | HUN  | Ildikó Bóbis           | 3     | 17:14   |
| 3     | URS  | Galina Gorochowa       | 3     | 16:14   |
| 4     | FRA  | Marie-Chantal Demaille | 3     | 14:16   |
| 5     | URS  | Jelena Belowa          | 2     | 15:13   |
| 6     | SWE  | Kerstin Palm           | 0     | 09:20   |
| 7     | FRA  | Catherine Rousselet    |       |         |
| 7     | FRA  | Brigitte Gapais-Dumont |       |         |

Datum: 2. bis 3. September 1972

44 Teilnehmerinnen aus 20 Ländern
In der Finalrunde fochten die sechs Finalistinnen nach dem Modus „Jeder gegen jeden“ auf vier Treffer die Siegerin aus.

### Florett Mannschaft
| Platz | Land | Sportlerinnen                                                                                             |
| ----- | ---- | --- |
| 1     | URS  | Jelena Belowa, Galina Gorochowa, Tatjana Petrenko, Alexandra Sabelina, Svetlana Tširkova                  |
| 2     | HUN  | Ildikó Bóbis, Mária Szolnoki, Ildikó Rejtő, Ildikó Rónay, Ildikó Schwarczenberger                         |
| 3     | ROM  | Ileana Gyulai, Ana Pascu, Ecaterina Stahl, Olga Szabó-Orbán                                               |
| 4     | ITA  | Giuseppina Bersani, Maria Consolata Collino, Der Reka Cipriani, Giulia Lorenzoni, Antonella Ragno-Lonzi   |
| 5     | FRG  | Erika Bethmann, Irmela Broniecki, Karin Gießelmann, Monika Pulch, Gudrun Theuerkauff                      |
| 6     | FRA  | Catherine Rousselet, Marie-Chantal Demaille, Brigitte Gapais-Dumont, Claudette Herbster-Josland           |
| 7     | POL  | Halina Balon, Jolanta Bebel-Rzymowska, Elżbieta Franke, Krystyna Machnicka-Urbańska, Kamilla Składanowska |
| 7     | USA  | Tatyana Adamovich, Natalia Clovis, Harriet King, Ann O’Donnell, Ruth White                                |

Datum: 7. bis 8. September 1972

53 Teilnehmerinnen aus 11 Ländern
|  | Halbfinale   | Halbfinale   |              |   | Finale       | Finale       |
|  |              |              |              |   |              |              |
|  | Ungarn       | 9            |              |   |              |              |
|  | Italien      | 6            |              |   |              |              |
|  | 8. September |              |              |   |              |              |
|  |              |              | 8. September |   |              |              |
|  | Ungarn       | 5            |              |   |              |              |
|  |              | Sowjetunion  | 9            |   |              |              |
|  |              |              |              |   |              |              |
|  | Platz 3      |              |              |   |              |              |
|  | 8. September | 8. September | Italien      | 7 |              |              |
|  | Sowjetunion  | 9            | Rumänien     | 9 |              |              |
|  | Rumänien     | 4            |              |   | 8. September | 8. September |